# پسوجبان
پسوجان روستایی در دهستان پاریز بخش پاریز شهرستان سیرجان استان کرمان ایران است.

## جمعیت
بر پایه سرشماری عمومی نفوس و مسکن در سال ۱۳۹۵ جمعیت این مکان ۵۶۴ نفر (۱۸۱خانوار) بوده‌است.